# 내러티브 설교
내러티브 설교(Narrative Preaching)란 미국에서 시작된 것으로 전통적인 수사학적 방식의 전행을 반대하여 내러티브 방법을 통하여 설교를 하는 것이다. 내러티브 설교는 전제주의적 설교에 반대하는 것이다.내러티브 신학은 미국 예일 대학교 신학파인 후기 자유주의신학에서 영향을 받았다. 후기 자유주의 신학은 내러티브 신학과 같은 의미로 사용되어 설교학 분야에서 사용되었다.이야기 설교란 전통적인 방법으로 하지 않고 이야기 전달방식을 사용한다. 어떤 사건이나 인물에 대한 이야기 전개 방식을 사건과 장면을 핵심으로 이끌어 가는 것이다. 내러티브 설교는 언어는 실재를 이끌어 낼수있다라는 철학에 기초를 가지고 있다. 만약 말하지 않는다면 경험하지 못할 것이라고 주장한다.

## 같이 보기
- 후기 자유주의신학